# هورنی پوریتشی (ناحیه بلانسکو)
هورنی پوریتشی (ناحیه بلانسکو) (به چکی: Horní Poříčí) یک منطقهٔ مسکونی در جمهوری چک است که در ناحیه بلانسکو واقع شده‌است. هورنی پوریتشی ۵٫۰۶ کیلومتر مربع مساحت و ۲۷۱ نفر جمعیت دارد و ۳۸۵ متر بالاتر از سطح دریا واقع شده‌است.